# Josiah J. Evans

Josiah J. Evans.

Josiah James Evans, född 27 november 1786 i Marlboro District (numera Marlboro County), South Carolina, död 6 maj 1858 i Washington, D.C., var en amerikansk demokratisk politiker och jurist. Han representerade delstaten South Carolina i USA:s senat från 1853 fram till sin död.
Evans utexaminerades 1808 från South Carolina College (numera University of South Carolina). Han studerade sedan juridik och inledde 1811 sin karriär som advokat i South Carolina.
Evans tjänstgjorde som domare i South Carolinas högsta domstol 1829-1852. Han efterträdde 1853 William F. De Saussure som senator för South Carolina. Han avled 1858 i ämbetet och efterträddes av Arthur P. Hayne.